# Paradisier à rubans
Astrapia mayeri
Espèce
Statut de conservation UICN

 LC  : Préoccupation mineure
Statut CITES
Le Paradisier à rubans (Astrapia mayeri) est une espèce d'oiseaux de la famille des Paradisaeidae.

## Distribution
Cet oiseau vit dans le centre-est de la Nouvelle-Guinée : monts Hagen, Giluwe, Doma, Porgera et Liwaro, aires de Karius et de Muller.

## Historique
L'histoire de la découverte de cette astrapie est originale. Frederick Shaw Mayer, naturaliste, aviculteur et explorateur infatigable, passa près de trente années de sa vie à observer et collecter des spécimens d'oiseaux de Nouvelle-Guinée. Un jour, dans la région de Tomba dans le sud du mont Hagen, il remarqua, dans l'ornement d'une coiffure de chef indigène, de très longues et fines plumes blanches d'une espèce inconnue. Les indigènes l'informèrent que l'oiseau n'était pas rare dans la jungle et qu'ils lui avaient même donné un nom « kugo » au mâle et « togi » à la femelle.
Mayer se mit alors à la recherche de cet oiseau et finit par le découvrir non loin de là. Il relata brièvement sa découverte dans une lettre datée du 16 décembre 1938 et adressée à Sims :
« Alors que j'étais grimpé dans un arbre à contempler les sommets parsemés de rochers et de tapis de bruyères, mon attention fut attirée par des oiseaux voletant dans des branches couvertes de mousse. Les mâles offraient un spectacle remarquable car en papillonnant parmi les frondaisons avec leur longue queue traînant dans les airs, ils produisaient un froissement de plumes caractéristique. » (Ottaviani 2012).

## Habitat
L’astrapie à queue rubanée fréquente les forêts de montagne et leurs lisières, les lambeaux forestiers isolés et les forêts coupées ou dégradées entre 1 800 et 3 450 m mais surtout au-dessus de 2 450 m (Frith & Frith 2009).

## Alimentation
Cette astrapie consomme essentiellement des fruits, particulièrement du genre Schefflera avec un complément d’arthropodes, d’araignées et de grenouilles arboricoles qu’elle prélève aux différentes strates de la végétation. Elle explore les branches et les troncs couverts de mousse et de plantes épiphytes et la base des frondes des pandanus. Elle inspecte aussi de son bec les branches mortes et les débris végétaux accumulés dans les arbres (Frith & Frith 2009).

## Mœurs
Elle évolue généralement seule, parfois par paires (dont un mâle adulte) ou en groupes de trois à sept individus en plumage femelle (Frith & Frith 2009).

## Parade nuptiale
L’espèce est supposée polygame, les mâles manifestant une certaine promiscuité en chantant et en paradant sur des perchoirs attitrés ce qui suggère un comportement de type « lek ». La période nuptiale n’est pas bien définie mais des parades ont lieu en juin, août et décembre. La parade nuptiale est similaire à celle de l’astrapie de Stéphanie, impliquant un ou plusieurs mâles sautant de branche en branche, la queue arquée et relevée, et les ailes abaissées. Ces vols nuptiaux animent les longues rectrices et occasionnent un bruissement de plumes sonore (Frith & Frith 2009).

## Nidification
La reproduction s’étend de mai à mars. Le nid consiste en une coupe large et profonde composée de feuilles et de lambeaux de pandanus entremêlés avec de petites tiges feuillues d’orchidées fraîches, le tout tapissé intérieurement de très fines fibres d’orchidées. Il est généralement construit sur une fourche verticale entre 3 et 18 m de hauteur dans un petit arbre ou une fougère arborescente, souvent dans un habitat de formation secondaire. La femelle manifeste une nette fidélité au site voire à l’emplacement du nid. La ponte consiste en un seul œuf (Frith & Frith 2009).